# Kompresszor

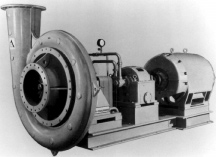
Egyfokozatú radiálkompresszor

Kompresszor (régebben gázsűrítő) egy olyan gép, mely erőgéppel meghajtva növeli egy gáz nyomását és csökkenti térfogatát. A kompresszorok működése hasonló a szivattyúéhoz, mindkettő növeli a közeg nyomását, mindkettő képes csővezetéken keresztül a közeg szállítására, csak míg a szivattyúk a gyakorlatilag összenyomhatatlan folyadékokkal dolgoznak, a kompresszorok összenyomható gázokat szállítanak.
A kompresszor működése folyamán a gáz a végnyomástól függően felmelegszik. A szakirodalom általában megkülönbözteti a kisebb nyomást előállító fúvókat a tulajdonképpeni kompresszoroktól, annak alapján, hogy igényelnek-e visszahűtést vagy sem. Egyébként a fúvók és kompresszorok azonos működési elvvel rendelkeznek.

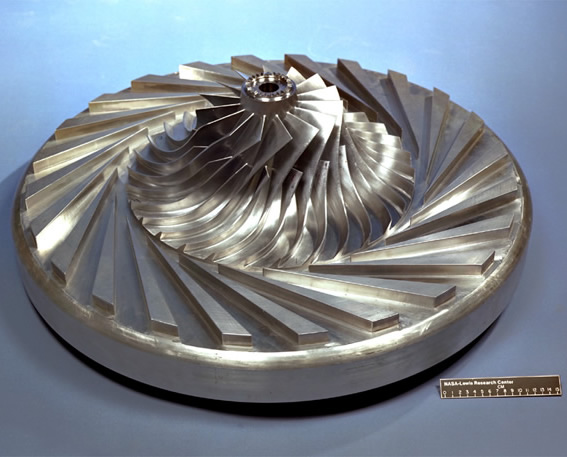
A NASA egy fordulatszámú egyfokozatú radiálkompresszorának járókereke

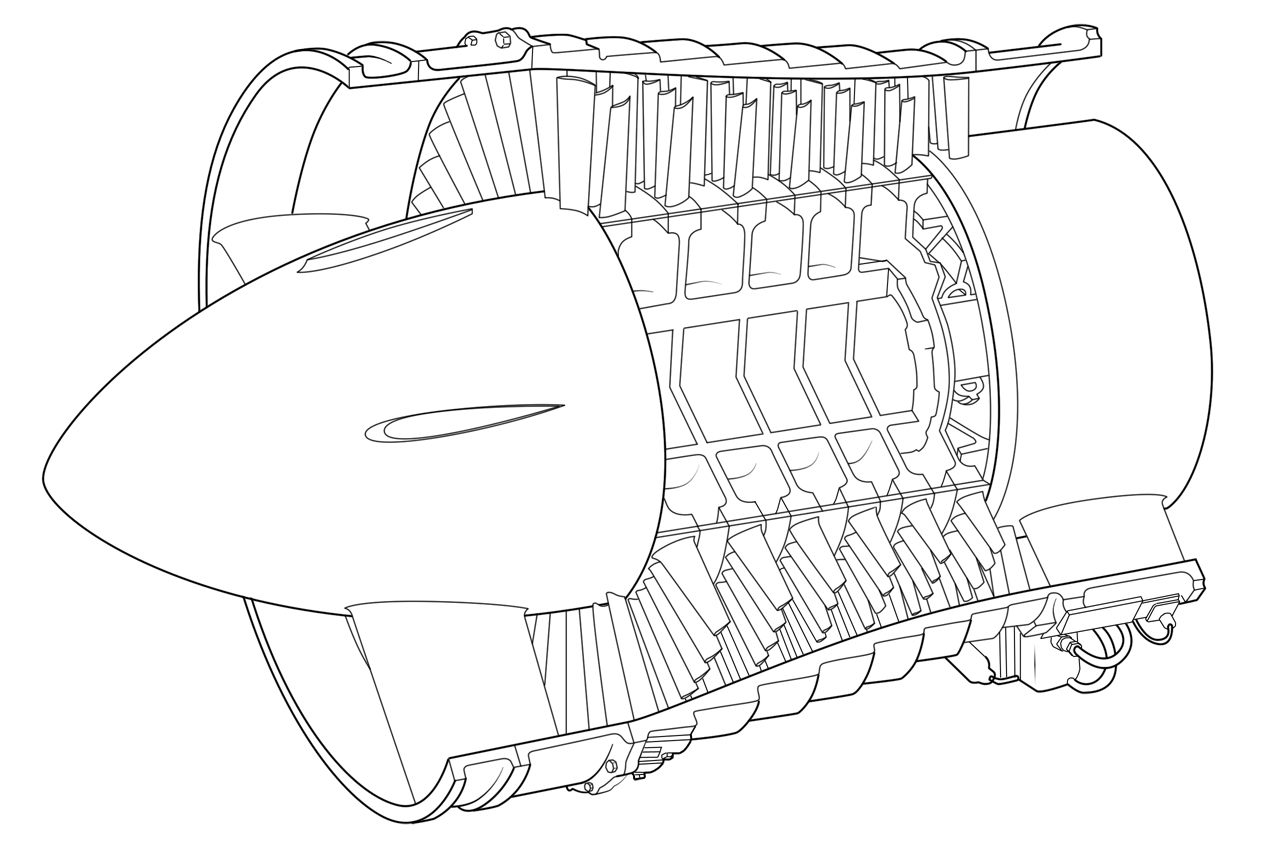
Axiális kompresszor metszetrajza

## A kompresszorok típusai
A kompresszorok főbb típusai:
- Térfogatkiszorításos elven működő kompresszorok.
  - Forgattyús mechanizmust használó kompresszorok
    - Dugattyús kompresszor.
    - Membrán kompresszor.

  - Rotációs kompresszorok
    - Csúszólapátos kompresszor.
    - Csavarkompresszor.
    - Roots-kompresszor.
    - Enke-kompresszor.
    - Forgókarmos kompresszor
    - Vízgyűrűs kompresszor.
    - Spirálkompresszor.
- Áramlási elven működő kompresszorok.
  - Radiális („centrifugál”) kompresszor.
  - Axiális kompresszor.

## Radiális kompresszor

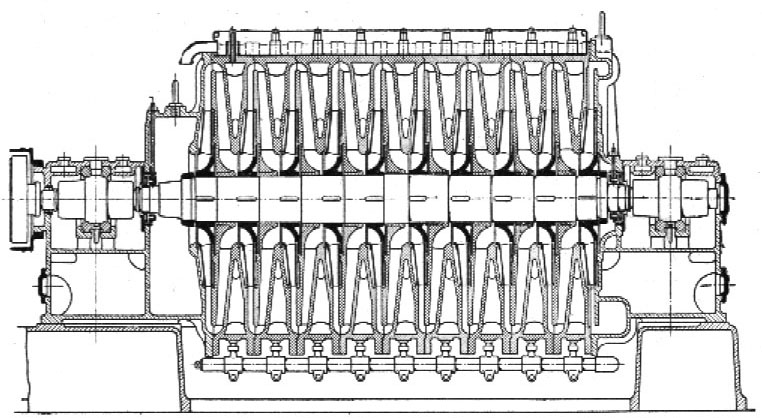
Többfokozatú radiális kompresszor

A radiális kompresszor vagy radiálkompresszor hasonlóan működik a radiálventilátorhoz. Csigaházban tengelyre szerelt forgórész, úgynevezett járókerék forog, mely tárcsa alakú hátlapból, ráerősített hajlított lapátokból és esetleg előlapból áll. A gáz a csigaház elején lévő csonkon keresztül lép be tengelyirányban. A csigaház szívócsonkja után terelőlapátok vezetik megfelelő irányba a gázt. A forgórészben a gázáram felgyorsul, kinetikus energiája megnő. A gáz sugárirányban hagyja el a járókereket, a csigaház összegyűjti a kiáramló gázt és a nyomócsonk felé irányítja, mely egy diffúzor (bővülő keresztmetszetű csődarab), ebben a gázáram lelassul, kinetikus energiája részben átalakul potenciális energiává: nyomása megnő.
A radiálkompresszorokat általában olyan helyen használják, ahol folyamatos üzem van: olajfinomítókban, földgáz feldolgozásánál és szállításánál, vegyi üzemekben, de sok gázturbinába és turbofeltöltőbe is radiálkompresszort építenek be.  
Teljesítményük 75 kW-tól néhány ezer kW-ig terjed, több fokozat esetén az előállított nyomás 70 MPa értéket is elérheti.

## Axiális kompresszor

Axiálkompresszor animációja

Az axiális kompresszor vagy axiálkompresszor forgórészén több sorban ívelt, szárnyprofil alakú, általában csavart lapátok, a futólapátok helyezkednek el, melyeket ugyancsak több sorban ellenkező irányban hajló, ugyancsak szárnyprofil alakú állólapát-sorok követnek. Minden futólapát-sor után állólapát-sor következik. A futólapát-sort és az utána következő állólapát-sort fokozatnak hívják. Az axiálkompresszorok mindig többfokozatúak. A sűrítendő gáz tengelyirányban lép be a kompresszorba és tengelyirányban is távozik. A futólapátok felgyorsítják a gázáramot és érintőirányban elcsavarják az áramvonalakat. Az állólapátokon a gázsebesség csökken és az áramlás iránya visszafordul tengelyirányba előkészítve a gázáram belépését a következő fokozatba. A kompresszor keresztmetszete az áramlás irányában haladva fokozatosan csökken, mivel a gáz nyomásának növekedésével fajtérfogata csökken az axiális sebességet viszont a kompresszor teljes hossza mentén állandó értéken célszerű tartani. Általában 5 fokozatnál többet építenek be, és az elérhető végnyomás a belépő nyomás négyszerese is lehet. Ez a nyomásviszonyszám.
Az axiálkompresszorok jó hatásfokú gépek, tervezési munkapontjuk közelében a 90%-ot eléri. Hátrányuk a viszonylag költséges előállítás, sok alkatrészből állnak, gyártásuk a jó hatásfok érdekében nagy pontosságot igényel (a gáz visszaáramlásából származó veszteség annál kisebb, minél kisebb a rés a kompresszorház fala és a lapátok között, valamint a tengely tömítéseinél).
Axiálkompresszorokat használnak közepes és nagy gázturbináknál, földgáz távvezetékek kompresszor állomásainál és egyes vegyiműveknél. Repülőgéphajtóműveknél előnye a radiálkompresszorokkal szemben, hogy kisebb az áramlás irányának merőleges keresztmetszetük.

Dugattyús kompresszor vázlata. 1-dugattyú
2-henger 3-tömítés 4-szívószelep 5-nyomószelep

## Dugattyús kompresszor
A dugattyús kompresszorok működése hasonló a dugattyús szivattyúkéhoz. A forgattyús mechanizmus által meghajtott dugattyú hengerben végez alternáló mozgást a hengerfejen egy vagy több szívó és nyomószelep helyezkedik el. A szelepek vagy a gáznyomás különbsége vagy a gőzgépekhez és dugattyús motorokéhoz hasonló vezérlés nyitja-zárja. Ha a dugattyú a felső holtponttól az alsó felé (az ábrán balról jobbra) halad, a nyomószelepek zárva vannak, a szívószelepek nyitnak és a kisnyomású gáz beáramlik a hengerbe.
Az alsó holtpontnál a szívószelepek bezárnak, a dugattyú felső holtpont felé haladásakor a hengerbe zárt gáz térfogata csökken, nyomása nő. Amikor a hengerben lévő gáz nyomása eléri a nyomótérben lévő gáz nyomását, a nyomószelepek nyitnak és a gáz kiáramlik rajtuk keresztül a nyomóvezetékbe.

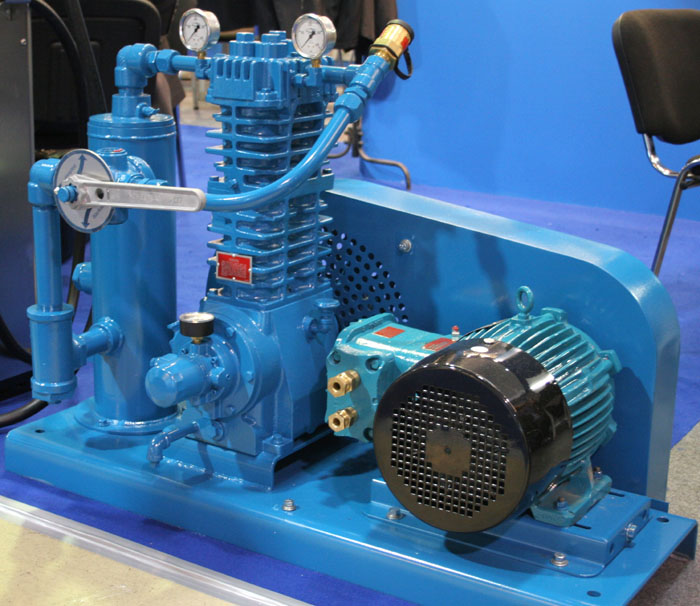
Dugattyús kompresszor

A gáz visszaáramlásának megakadályozására a dugattyú és a dugattyúrúd is megfelelő tömítéssel van ellátva. A dugattyús kompresszorok több fokozatban igen nagy nyomás előállítására is képesek. Például a folyékony levegő előállítására használt Linde-eljárásban a levegőt 200 bar nyomásra komprimálják, az ammónia szintéziséhez a nitrogént és a hidrogént 200-300 bar nyomásra sűrítik. A többfokozatú kompresszorok hengerei a nyomás növekedésével egyre kisebb átmérőjűek lesznek. A dugattyús kompresszorok általában hatékonyabbak más kompresszoroknál, de méreteik nagyobbak és üzemük zajosabb, mint a rotációs kompresszoroké. A dugattyús szivattyúk működése pulzáló, ez veszteségeket  (a gázoszlopot minden löketnél fel kell gyorsítani) és zajos működést okoz.
Tulajdonképpen a membrános kompresszorok is dugattyús kompresszorok, azonban ezeknél a dugattyú és dugattyúrúd tömítésének szerepét a hajlékony membrán veszi át, ami tökéletesen elválasztja a nyomóteret a környezettől. Hátrányuk, hogy a membrán korlátozott szilárdsága miatt csak kisebb nyomást bír ki. Előnyük, hogy volumetrikus veszteség nélkül képesek működni, ezt költséges, agresszív vagy mérgező gázok szállításánál használják ki.

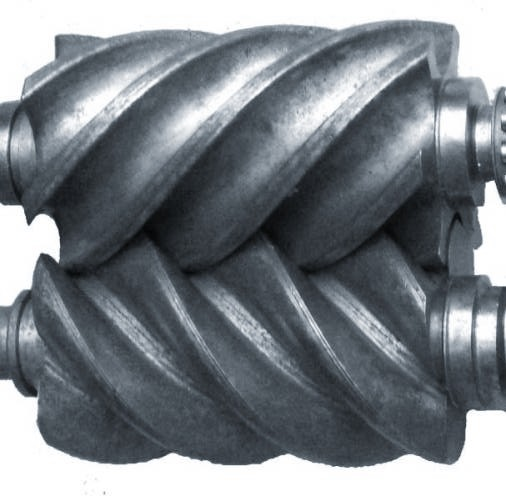
Ikercsavaros kompresszor forgórészei

## Csavarkompresszor
A csavarkompresszorok két megfelelően kialakított profilú, egymáshoz kapcsolódó csavarfelülettel rendelkező forgórészt tartalmaznak. A csavarszivattyúkban a gáz áramlása tengelyirányú. A működésnél megfigyelhető, hogy a beszívott gáz térfogata a csavarkompresszorban nem változik, kompresszió csak akkor történik, amikor az utolsó kapcsolódó felületpár szétválik, és a kompresszorban mozgatott gázadag összeköttetésbe kerül a nyomóvezetékkel. Ez azonban nem jár pulzáló nyomásváltozással, a csavarkompresszor üzeme kevéssé zajos. A kompresszorház és a csavarok fejszalagja között elkerülhetetlenül rés van, melyen visszaáramlás történik, ennek a nem kívánt szivárgásnak a mértékét a többszöri kapcsolódás labirinttömítésként csökkenti. A csavarkompresszorokkal folyamatos üzemet szoktak tartani, lehetnek stabil beépítésűek és hordozható kivitelűek. Néhány kW-tól több MW teljesítményig és kis nyomásoktól 13 bar nyomásig használatosak. A sűrítő egység hajtása direkt vagy hajtóműves lehet, a csapágyak axiális terhelése miatt az ékszíjas megoldás nem jellemző, csak kényszerhelyzetben alkalmazzák.

## Csúszólapátos kompresszor

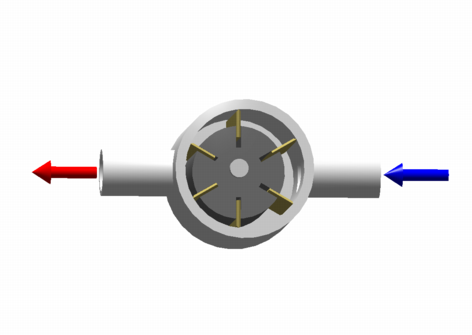
Csúszólapátos kompresszor

A csúszólapátos kompresszor hengeres házból és benne excentrikusan elhelyezett hengeres forgórészből áll. A forgórész két véglapja a ház síklapú fedeleihez fekszik fel kis réssel. A forgórészben radiális hornyok vannak, melyekbe a csúszólapátokat (lamellákat) helyezik el. A csúszólapátok külső élét forgás közben a ház hengeres csúszógyűrűi vezetik meg. A forgórész és a ház között sarló alakú tér alakul ki, melyet a csúszólapátok különböző térfogatú, egymástól eltömített cellákra osztanak. A forgórész körbefordulása alatt egy-egy cella térfogata egy legnagyobb és egy legkisebb érték között periodikusan változik. A háznak azon a részén, ahol a cella térfogata növekszik, szívónyílást helyeznek el, a csökkenő térfogatú részen pedig nyomónyílás van kiképezve. A szívónyíláson a cella fokozatosan megtelik kisnyomású gázzal, mely a nyomóoldalon a cella fokozatosan csökkenő térfogatából kiáramlik.

Spirálkompresszor elve

A csúszólapátos kompresszor kis nyomások és kis teljesítmények esetén versenytársa a dugattyús kompresszornak, gázszállítása egyenletesebb, szerkezete egyszerűbb. Hátránya a bonyolultabb gyártás, és a nyomás növekedésével fokozódó visszaáramlás a tömítetlenségeken. Egy fokozatban maximum 13 bar-ig használják. A folyamatos olajbefecskendezésnek köszönhetően a csúszólapátok olajban futnak, ezért nagyon hosszú az élettartamuk. A csúszólapátos kompresszor vákuumszivattyúként is működtethető.

## Spirálkompresszor
A spirálkompresszor (vagy scroll-kompresszor) háza és forgórésze is egy-egy azonos geometriájú spirálgörbéből áll. A forgórész és a ház tengelye excentrikusan helyezkedik el, úgy, hogy a két alkatrész többszörös érintkezésbe kerüljön egymással. Ilyen módon a két spirál a közbezárt teret több, egymástól tömített cellára osztja, hasonlóképpen, mint a csavarszivattyúnál. Itt ezek a terek egymáshoz képest egy spirális görbe mentén helyezkednek el, a csavarszivattyúban viszont tengelyirányban sorakoznak. A forgórész bolygó mozgása során – a forgórész a saját tengelye körül nem fordul el – a cellák fokozatosan vándorolnak a spirál mentén, kiszorítva a gázt. A spirálkompresszorokat kompresszorként, vákuumszivattyúként és szivattyúként is lehet használni. A spirális görbe geometriája lehet evolvens vagy arkhimédészi spirál vagy más spirális hibrid görbe.

## A kompresszor üzeme

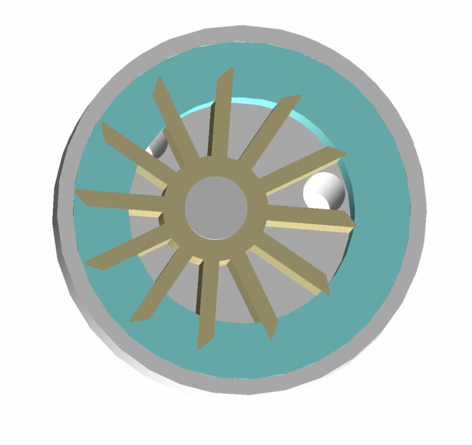
Vízgyűrűs kompresszor

Amikor egy gáz a kompresszoron átáramlik és nyomása megnő, ezzel együtt fel is melegszik. Ha a kompresszor tökéletesen hőszigetelve lenne a környezetétől, a rajta keresztüláramló ideális gáz izentropikus állapotváltozást szenvedne, ami azt jelenti, hogy olyan folyamat zajlana le, melynek során entrópiája nem változik. A valóságos esetben mindig vannak veszteségek, emiatt a folyamat még áramlási elven működő kompresszoroknál is politropikus. A folyamat állapotváltozását a következő egyenlet írja le:
{\displaystyle {\frac {T_{2}}{T_{1}}}=\left({\frac {p_{2}}{p_{1}}}\right)^{\frac {\kappa -1}{\eta _{e}\kappa }}},
ahol
{\displaystyle T_{1},T_{2}\,} a gáz abszolút hőmérséklete a kompresszor előtt és után [K],
{\displaystyle p_{1},p_{2}\,} a gáz nyomása a kompresszor előtt és után [Pa],
{\displaystyle \kappa ={\frac {c_{p}}{c_{v}}}} az adiabatikus kitevő,
{\displaystyle c_{p},c_{v}\,} a gáz fajhője állandó nyomáson és állandó térfogaton.
Néhány alkalmazásnál, így gáztubináknál, turbofeltöltőkben előnyös, hogy a komresszorban felmelegszik a gáz, azonban például pneumatikus működtetéshez vagy gáz cseppfolyósításhoz használt kompresszornál a felmelegedés káros. Ez különösen igaz a dugattyús kompresszorokra, ugyanis a meleg gáz térfogata is nagyobb, így adott méretű dugattyús kompresszor kevesebb meleg gázt képes szállítani. Ilyen esetekben a gázt visszahűtik. A hűtés vagy belső hűtés, melynél a kompresszor háza úgy kialakítva, hogy abban hűtővíz kering, vagy az egyes fokozatok közt külső hőcserélőbe vezetik a gázt, melyben lehűl és csak utána jut a következő fokozatba.

## Külső hivatkozások
- Dr. Szabó Szilárd: Erő- és munkagépek I. Előadásvázlat
- Czékmány György: Kompresszorok energetikai és üzemviteli kérdései